# Seleção Bielorrussa de Voleibol Masculino
A seleção bielorrussa de voleibol masculino é uma equipe europeia composta pelos melhores jogadores de voleibol da Bielorrússia. A equipe é mantida pela Federação Bielorrussa de Voleibol (Bielorusskaia Federatsija Volejbola). Encontra-se na 48ª posição do ranking mundial da FIVB, segundo dados de 1 de outubro de 2018.

## Títulos e campanhas de destaque
| Organizador | Competição            | Medalha de ouro | Medalha de prata | Medalha de bronze | Total |
| FIVB        | Challenger Cup        | 0               | 0                | 1                 | 1     |
| CEV         | Liga Europeia (Ouro)  | 0               | 1                | 0                 | 1     |
| CEV         | Liga Europeia (Prata) | 0               | 1                | 0                 | 1     |